# Burgstall Schanzenberg (Aham)
Der Burgstall Schanzenberg  bezeichnet eine abgegangene mittelalterliche Höhenburg auf 450 m ü. NN im Flurbereich „Haagholz“ etwa 600 Meter nordnordöstlich der Straßengabel bei Erling, einem Gemeindeteil der Gemeinde Aham im Landkreis Landshut in Bayern. Die Anlage wird als Bodendenkmal unter der Aktennummer D-2-7440-0041 als „Mittelalterlicher ebenerdiger Ansitz ‚Schanzenberg‘“ geführt. 500 m südöstlich von ihm befindet sich der Burgstall Erling.

## Beschreibung
Die Burgstelle des Ebenerdigen Ansitzes liegt oberhalb des Wolfsgrabens, auch Erlinger Bach genannt, der zur Vils führt. Von dem Ansitz hat sich ein U-förmiger, an die Hangkante angelehnter Wall mit einem vorgelagerten Graben erhalten, der eine Innenfläche von 25 × 25 m abgrenzt. An der Nordseite ist der Wall schwach ausgeprägt, er steigt dann bis zur Nordwestecke auf 1,7 m an. Die leicht gebogene Fortsetzung im Osten weist eine 2 bis 3 m breite Wallkrone auf. Mit einem Abfall von 5 ist dem Wall ein breiter steilgeböschter Graben vorgelagert, der mit beiden Enden in dem Steilhang ausläuft. Die Außenböschung des Grabens besitzt eine Höhe von 1,5 m. An der Südfront befindet sich ein alter Einlass, dem davor im Graben eine Erdbrücke entspricht.